# Coccothrinax barbadensis
Espèce
Coccothrinax barbadensis, ou latanier balai, est une espèce de palmier du genre Coccothrinax appartenant à la famille des Arecaceae, originaire des Petites Antilles. Il s'apparente aux palmiers en forme d'éventail.

## Distribution
Le latanier balai est originaire des Petites Antilles : Antigua, Barbade, Barbuda, Guadeloupe, Marie-Galante, Martinique, Sainte-Lucie et Trinité-et-Tobago, ainsi que d'une petite partie de la République dominicaine.

## Synonymes
- Coccothrinax alta [1]
- Coccothrinax dussiana